# Гребінець
Гребіне́ць, гре́бінь, гребі́нка — довгаста пластинка з зубцями (з одного чи двох боків) для розчісування (поряд з щіткою) або скріплення волосся і прикрашення жіночої зачіски. Також вживається як прикраса — замість шпильки.
Матеріалами для виготовлення гребенів були дерево, кістка, метали. У віруваннях древніх слов'ян гребінь має магічні властивості.